# ゼントータルレスリングクラブ
ゼントータルレスリングクラブとは、日本のジュニアレスリング団体。

## 概要
愛知県江南市にフルコンタクト空手道場・璞名館（はくめいかん）を開設している武内惣が、2005年に開設したジュニアレスリングクラブ。
道場は、愛知県江南市。空手道のみならず、プロレス・キックボクシング・総合格闘技への選手派遣やプロ育成にも力を注ぐ。璞名館のプロ部門（ジュニアレスリングも同名）・ゼントータルレスリングクラブ（2005年開設）の代表・監督も武内惣が務める。